# 서오
서오(徐敖, ? ~ ?)는 전한 후기의 유학자로, 우부풍 괵현(虢縣) 사람이다.

## 행적
호상·해연년의 밑에서 수학하였다. 우부풍의 연(掾)을 지냈고, 《모시》(毛詩)를 전수하였다.
제자로 왕황·도운·진겹이 있었다.

## 출전
- 반고, 《한서》 권88 유림전